# Heliconia brenneri
Heliconia brenneri är en enhjärtbladig växtart som beskrevs av Abalo och G.Morales. Heliconia brenneri ingår i släktet Heliconia och familjen Heliconiaceae. Inga underarter finns listade.